# VTuber
Een VTuber of virtuele youtuber is een streamer of content-creator die gebruikmaakt van een virtuele avatar bij het streamen. Bij sommige VTubers dient deze avatar slechts als middel om anoniem te kunnen streamen, maar er bestaan ook VTubers waarvan de avatar een heel eigen personage met eigen persoonlijkheid en/of achtergrondverhaal is, vergelijkbaar met een typetje.

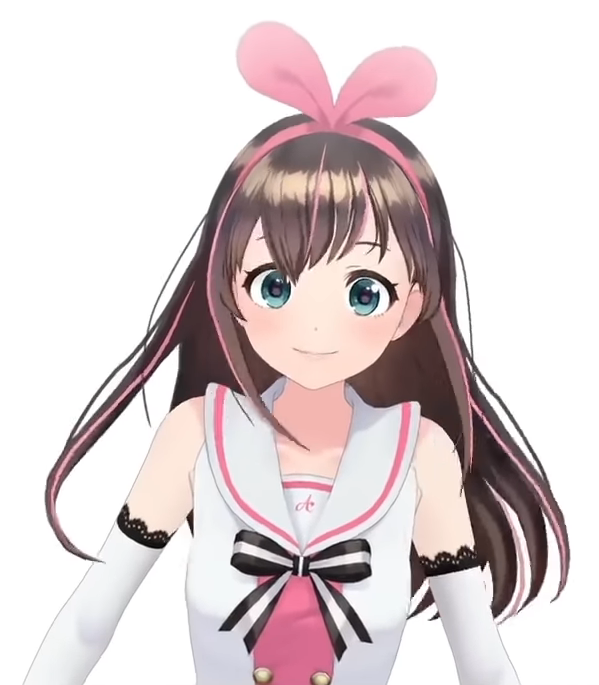
VTuber Kizuna AI

Er bestaan VTubers die onafhankelijk streamen, maar er zijn ook VTubers die onderdeel zijn van een agentschap zoals Hololive Production, Nijisanji of Vshojo.
Enkele bekende VTubers zijn Kizuna AI, Amane Kanata van Hololive Production en Gawr Gura van Hololive English.